# Otto Bolesławowic
Otto Bolesławowic (ur. zapewne 1000, zm. 1033) – polski książę dzielnicowy, władający częścią państwa polskiego od 1032 (lub wcześniej), do śmierci w 1033, z dynastii Piastów, trzeci syn Bolesława I Chrobrego.

## Losy do 1025 roku
Ottona jako syna Bolesława Chrobrego i jego trzeciej żony Emnildy wymienia dwukrotnie niemiecki kronikarz Thietmar z Merseburga. Po raz pierwszy Otto wymieniony jest pośrednio, gdyż: Urodziła ona dwóch synów, jednego Mieszka i drugiego, którego ojciec nazwał imieniem swojego ukochanego władcy. Po raz drugi Thietmar wymienia Ottona, tym razem z imienia, gdy udał się do niezidentyfikowanego bliżej grodu Cziczani (3 lutego 1018 r. na dolnych Łużycach, w Polsce) po narzeczoną swojego ojca – Odę miśnieńską, która w lutym 1018 roku została czwartą żoną Bolesława Chrobrego. W świetle przekazów niemieckiego kronikarza nie może być wątpliwości co do imienia Otto, noszonego na cześć cesarza Ottona III. 
W literaturze historycznej przed dłuższy czas utrzymywał się pogląd, że Otto to drugie imię Bezpryma, pierworodnego syna Bolesława Chrobrego. Ten pogląd obalił już Anatol Lewicki, a potem potwierdził to Oswald Balzer, jednakże i późniejszy historycy utrzymywali ten niemający potwierdzenia pogląd.
Otto najprawdopodobniej urodził się w początkach roku 1000. Prawdopodobnie ojcem chrzestnym został cesarz Otton III. Uroczystość chrztu miała miejsce podczas Zjazdu gnieźnieńskiego. Taki pogląd wyraził już A. Lewicki, uznał go za prawdopodobny O. Balzer oraz Kazimierz Jasiński. Oczywiście jest to tylko przypuszczenie.
Gdyby Otto urodził się wcześniej, zapewne także częściej występowałby w źródłach historycznych i to za życia ojca, a przez to nie byłby utożsamiany z Bezprymem.
Przeciwko późniejszej dacie urodzin przemawia fakt wysłania go po Odę w 1018 r. Mniej prawdopodobne jest, by ojciec powierzył tę funkcję synowi, który miałby 15 czy 16 lat.
Nie wiemy jakie miał wykształcenie, ale zapewne je posiadał, biorąc pod uwagę, że rodzice zapewnili je jego starszemu bratu Mieszkowi II. W czasie wojen z cesarstwem (1002–1018), ze względu na młody wiek nie sprawował żadnych funkcji wojskowych.
Otto niewątpliwie znajdował się w cieniu swojego brata Mieszka II, co skłoniło go do współpracy z Bezprymem. Prawdopodobnie odegrał małą rolę w wydarzeniach po śmierci ojca.

## Losy w latach 1025–1033
Po śmierci ojca Otto prawdopodobnie nie otrzymał własnej dzielnicy. Wkrótce zarówno on, jak i jego przyrodni brat Bezprym znaleźli się poza granicami kraju. Albo zostali wygnani przez Mieszka II, albo opuścili Polskę dobrowolnie. Według jednej hipotezy Otto udał się do Niemiec (zapewne do swej siostry, margrabiny miśnieńskiej Regelindy), a Bezprym na Ruś. Według innej obaj udali się, zapewne w 1029, na Ruś, gdzie poinformowali Jarosława Mądrego o słabości militarnej państwa polskiego i skłonili go do ataku w 1030 na Bełz, a następnie pośredniczyli w zawarciu sojuszu z cesarzem w wojnie z Mieszkiem. W 1031 roku połączony atak sił ruskich i niemieckich doprowadził do upadku Mieszka II. Polski król musiał uchodzić do Czech, a do Polski powrócili jego bracia. Rządy objął Bezprym. Jego stosunki z Ottonem szybko się popsuły. Według Rocznika hieldesheimskiego w 1032 roku Bezprym został zamordowany w wyniku spisku zorganizowanego przez Ottona i Mieszka II. Ten drugi był jednak uwięziony w Czechach, więc główną rolę przypisuje się Ottonowi.
Być może w czasach rządów Bezpryma została wydzielona Ottonowi jakaś dzielnica, zaś Gerard Labuda sądzi, że mógł to być Śląsk.
Po śmierci Bezpryma, gdy rozległe państwo polskie pozostało bez władcy, cesarz Konrad II podjął zbrojną wyprawę na Polskę. Uwolniony z niewoli Mieszko II chcąc utrzymać się u władzy po rządach jego przyrodniego brata musiał oprzeć się na cesarzu i doprowadził do spotkania cesarza z wszystkimi pretendentami do tronu. W dniu 7 lipca 1032 roku cesarz Konrad II podzielił w Merseburgu Polskę pomiędzy Mieszka II, Ottona i prawdopodobnie ich stryjecznego brata Dytryka. Nie wiadomo, jakie ziemie objęli poszczególni przedstawiciele rodu Piastów. Prawdopodobnie Otto objął we władanie Śląsk.
Otto zmarł w 1033 r. Natomiast informacje przekazane przez niemieckiego kronikarza Wipona o tym, że został zamordowany w 1032 r. przez swojego dworzanina, należy odnosić do jego przyrodniego brata Bezpryma. Nie jest znane miejsce jego pochowania. Prawdopodobnie zmarł w stanie bezżennym. Nie zachowały się również żadne informacje na temat jego ewentualnego potomstwa. Jego dzielnicę zagarnął Mieszko II.

## Genealogia
| Mieszko I ur. w okr. 922–945 zm. 25 V 992 | Mieszko I ur. w okr. 922–945 zm. 25 V 992 |                                           |                                           | Dobrawa ur. ok. 930 zm. 977 | Dobrawa ur. ok. 930 zm. 977 |  |  | Dobromir ur. ? zm. ? | Dobromir ur. ? zm. ? |                                             |                                             | N.N. ur. ? zm. ? | N.N. ur. ? zm. ? |
|                                           |                                           |                                           |                                           |                             |                             |  |  |                      |                      |                                             |                                             |                  |                  |
|                                           |                                           |                                           |                                           |                             |                             |  |  |                      |                      |                                             |                                             |                  |                  |
|                                           |                                           | Bolesław I Chrobry ur. 967 zm. 17 VI 1025 | Bolesław I Chrobry ur. 967 zm. 17 VI 1025 |                             |                             |  |  |                      |                      | Emnilda ur. w ok. 970–975 zm. ok. 1016–1017 | Emnilda ur. w ok. 970–975 zm. ok. 1016–1017 |                  |                  |
|                                           |                                           |                                           |                                           |                             |                             |  |  |                      |                      |                                             |                                             |                  |                  |
|                                           |                                           |                                           |                                           |                             |                             |  |  |                      |                      |                                             |                                             |                  |                  |
|                                           |                                           |                                           |                                           |                             |                             |  |  |                      |                      |                                             |                                             |                  |                  |

|  |  |  |  | Otto Bolesławowic (ur. zap. 1000, zm. 1033) |